# Marko Mladjan
Marko Mladjan (auch Marko Mlađan, kyrillisch: Марко Млађан; * 26. März 1993 in Lugano) ist ein Schweizer Basketballspieler serbischer Abstammung. Er ist der Bruder von Dusan Mladjan.

## Spielerlaufbahn
Nach Stationen bei BC 79 Arbedo und SP Star Gobola spielte Mladjan ab der Saison 2010/11 für die Lugano Tigers in der Nationalliga A. Mit den Tessinern wurde er 2011 und 2012 jeweils Schweizmeister und Cupsieger. Es folgten Zwischenhalte bei weiteren NLA-Vereinen, Massagno, Fribourg sowie Monthey. Er erarbeitete sich die Stellung als einer der besten Spieler der Liga und wurde vom Internetdienst eurobasket.com 2014, 2015, 2016 und 2017 als bester einheimischer Akteur der Nationalliga ausgezeichnet.
Nach einem Abstecher zum slowenischen Spitzenverein Union Olimpija Ljubljana zu Beginn der Saison 2016/17 kehrte er in die Schweiz zurück und unterschrieb im Dezember 2016 bei den Lions de Genève. 2019 ging er zu SAM Basket Massagno zurück, um dort mit seinem Bruder Dusan zusammenzuspielen.

### Nationalmannschaft
Mladjan trug in den Altersklassen U16, U18 und U20 das Hemd der Schweizer Nationalmannschaft, ehe er auch in die Herren-„Nati“ einberufen wurde.